# Jerry et Jumbo
Pour plus de détails, voir Fiche technique et Distribution.
Jerry et Jumbo (Jerry and Jumbo) est le 14e court métrage d'animation de la série américaine Tom et Jerry réalisé par William Hanna et Joseph Barbera et sorti le 21 février 1953.